# Mexicaanse beer
De Mexicaanse beer (Ursus arctos nelsoni) is een ondersoort van de bruine beer die in Mexico leefde en die naar men aanneemt tegenwoordig is uitgestorven.
Het beest was een van de grootste zoogdieren in Mexico en kon tot wel 1,83 m. lang worden en 318 kg. zwaar. De Mexicaanse (Zilver Grizzly) beer werd ook wel  "el oso plateado" genoemd dat 'verzilverde beer' betekent. 
In 1960 waren er nog ca 30 exemplaren in 3 afgelegen berggebieden maar in 1964 werd aangenomen dat de ondersoort was uitgestorven.
De beer staat op de IUCN lijst nog steeds vermeld als "endangered". 